# Adalardo (nome)
Adalardo  è un nome proprio di persona italiano maschile.

## Varianti
- Maschili: Adelardo[3]
- Femminili: Adalarda[1]

### Varianti in altre lingue
- Basco: Adelarde[4]
- Catalano: Adelard[4]
- Francese del Québec: Adélard[3]
- Frisone: Aldert[3]
- Germanico: Adalhard[3][5], Adalhart[5], Adalard[5], Adelard[5], Alard[5]
- Inglese: Adelard
- Latino: Adalardus[2], Adalhardus[2]
- Olandese: Aldert[3], Allard[3]
- Polacco: Adelard
- Spagnolo: Adelardo[3][4]

## Origine e diffusione
Deriva dal nome germanico Adalhard, composto da adal ("nobile") e hard ("coraggioso", "valoroso", "forte"), con il possibile significato complessivo di "nobile e fiero", "nobile e forte". Entrambi gli elementi che compongono il nome sono piuttosto comuni nell'onomastica germanica; il primo si ritrova in Etelredo, Eteldreda, Edelweiss, Adelaide, Adelmiro e Adalfredo, mentre il secondo è presente anche in Eccardo, Eberardo, Gebardo, Rainardo e molti altri.
Va notato che la forma olandese Aldert potrebbe anche essere derivata dal nome Aldhard, etimologicamente simile ad Adalhard ma il cui primo elemento è ald, "vecchio", e non adal.

## Onomastico
L'onomastico si può festeggiare in memoria di più santi, alle date seguenti:
- 2 gennaio, sant'Adalardo, cugino e consigliere di Carlo Magno, abate presso Corbie[4][8][9]
- 15 giugno, sant'Adelardo il Giovane, monaco sempre a Corbie[8]
- 16 dicembre, sant'Adelardo, figlio di sant'Eberardo del Friuli, monaco presso Cysoing[8][10]

## Persone

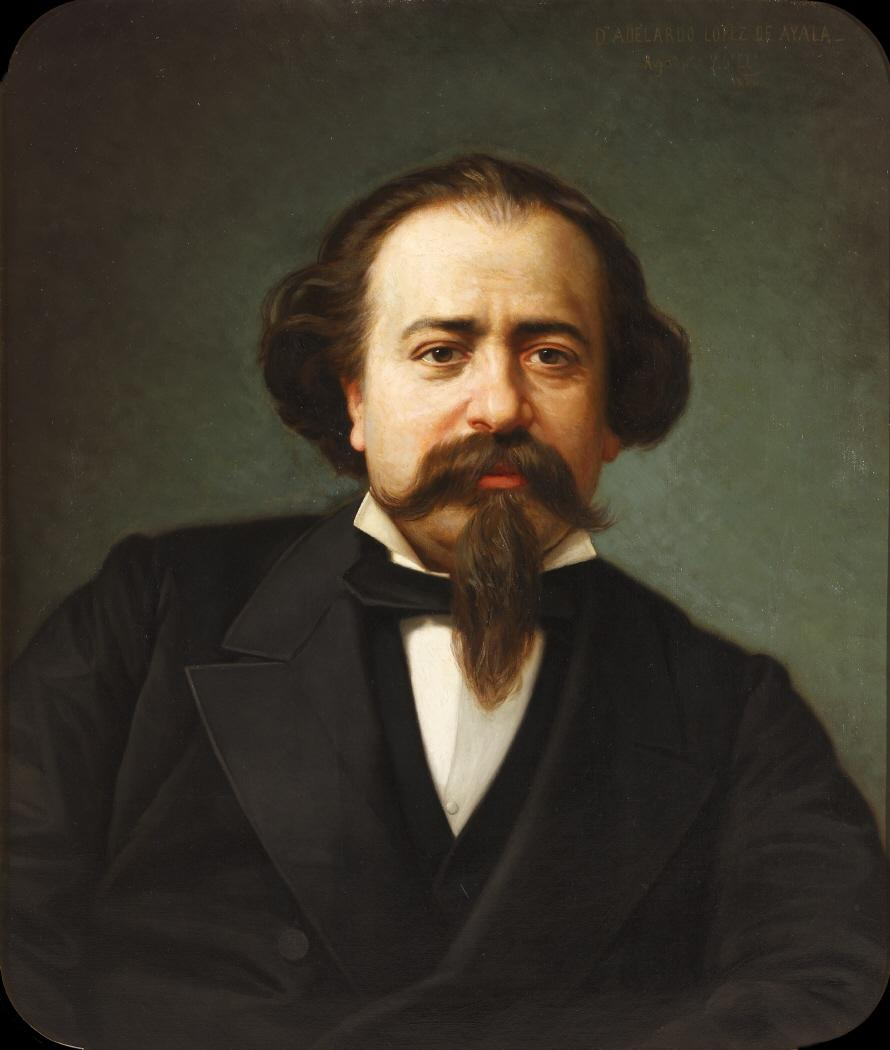
Adelardo López de Ayala

- Adalardo di Chalon, conte di Chalon
- Adalardo di Corbie, abate franco
- Adalardo di Parigi, conte di Parigi
- Adalardo di Verona, vescovo di Verona
- Adalardo il Siniscalco, marchese di Neustria

### Variante Adelardo
- Adelardo, figlio di Eberardo del Friuli e abate
- Adelardo di Bath, filosofo, matematico e astrologo britannico
- Adelardo di Spoleto, duca di Spoleto
- Adelardo Cattaneo, cardinale e vescovo cattolico italiano
- Adelardo López de Ayala, scrittore e politico spagnolo
- Adelardo Rodríguez, calciatore spagnolo

### Variante Adelard
- Adelard Mayanga Maku, allenatore di calcio e calciatore della Repubblica Democratica del Congo